# 西藏國家足球隊
西藏國家足球隊是西藏流亡政府的國家足球代表隊，由西藏國家足球協會管理，加盟NF-會議，目前不是國際足總（FIFA）和亞洲足聯（AFC）的成員。

## 参与赛事
- 2018年5月31日至6月9日，英国伦敦舉辦的独立足球联盟CONIFA世界杯